# Мысовое (Ленинградская область)
Мысовое (до 1948 года Пиннониеми, фин. Pinnoniemi) — посёлок в Приморском городском поселении Выборгского района Ленинградской области.

## Название
Название деревни происходит от личного имени основателя селения. В переводе с финского топоним Пиннониеми означает «мыс Пинно». 
Зимой 1948 года деревне было присвоено наименование Мысовая с обоснованием — «по географическому признаку». Переименование в форме среднего рода было закреплено указом Президиума ВС РСФСР от 13 января 1949 года.

## История
В середине XVI века в деревне проживали крестьяне Ману, Пекка и Матти Пинно. Наряду с семьёй Пинно в 1559 году в деревне числился четвертый землевладелец — Пекка Хомманен. В 1570 году к ним добавились Хейкки Монтонен и Ниило Пихканен. Кроме них в Пиннониеми ещё числилось восемь неплатежеспособных хозяйств. В 1600 году на четыре платежеспособных хозяйства приходилось шесть неплатежеспособных, одно пустующее и одно уездное хозяйство.
В годы Северной войны деревня была уничтожена. Только начиная с 1728 года в ней вновь появляется малочисленное население.
В 1810 году в деревне проживали 98 человек. С середины XIX века в Пиннониеми начали селиться русские жители.

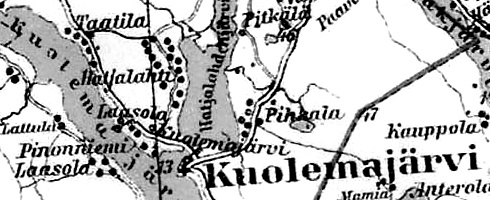
Деревня Пиннониеми на финской карте 1923 года

До 1939 года деревня Пиннониеми входила в состав волости Куолемаярви Выборгской губернии Финляндской республики.
С 1 июля 1941 года по 31 мая 1944 года финская оккупация.
С 1 января 1949 года деревня Пиннониеми учитывается административными данными как деревня Мысовое.
Согласно административным данным 1966 и 1973 годов посёлок назывался Мысовая и находился в составе Рябовского сельсовета.
По данным 1990 года посёлок Мысовое находился в составе Краснодолинского сельсовета.
В 1997 году в посёлке Мысовое Краснодолинской волости проживал 1 человек, в 2002 году — 16 человек (русские — 94 %).
В 2007 году в посёлке Мысовое Приморского ГП проживал 1 человек, в 2010 году — 21 человек.

## География
Посёлок расположен в западной части района на автодороге 41К-209 (Черничное — Пионерское).
Расстояние до административного центра поселения — 22 км.
Расстояние до ближайшей железнодорожной станции Куолемаярви — 6 км. 
Посёлок находится на восточном берегу Пионерского озера.

## Демография
| 2007 | 2010 | 2017 | 2021 |
| ---- | ---- | ---- | ---- |
| 1    | ↗21  | ↘7   | ↗43  |

## Улицы
Береговой тупик, проезд Горбач, Дачный проезд, Каменная, Озёрный проезд, Правобережная, Прибойный проезд, Фермерский проезд.